# Ryngen
Ryngen este o arie protejată (arie specială de conservare — SAC, sit de importanță comunitară — SCI, arie de protecție specială avifaunistică — SPA) din Suedia întinsă pe o suprafață de 270,9 ha, integral pe uscat.

## Localizare
Centrul sitului Ryngen este situat la coordonatele 57°15′09″N 15°55′16″E / 57.2524°N 15.921°E.

## Înființare
Situl Ryngen a fost declarat sit de importanță comunitară în ianuarie 2002 pentru a proteja 20 de specii de animale. Alte tipuri de protecție:
- arie de protecție specială avifaunistică (în aprilie 2003)[2]
- arie specială de conservare (în martie 2011)[1][3][4]

## Biodiversitate
Situată în ecoregiunea boreală, aria protejată conține 2 habitate naturale: Pășuni din zone de pădure fino-scandinave, Pajiști cu Molinia pe soluri calcaroase, turboase sau argilos-nămoloase (Molinion caeruleae).
La baza desemnării sitului se află mai multe specii protejate de  păsări (20): pescăruș albastru (Alcedo atthis), gâscă de semănătură (Anser fabalis), buhai de baltă (Botaurus stellaris), Branta leucopsis, erete de stuf (Circus aeruginosus), cristeiul de câmp (Crex crex), lebădă de iarnă (Cygnus cygnus), ciocănitoare neagră (Dryocopus martius), Gallinago media, cocor (Grus grus), sfrâncioc roșiatic (Lanius collurio), ferestraș mic (Mergus albellus), vultur pescar (Pandion haliaetus), viespar (Pernis apivorus), bătăuș (Philomachus pugnax), ploier auriu (Pluvialis apricaria), corcodel-urechiat (Podiceps auritus), cresteț pestriț (Porzana porzana), chiră de baltă (Sterna hirundo), fluierar de mlaștină (Tringa glareola).